# Vólost
Vólost (en belarús: во́ласць, transcrit volasts; en rus: во́лость, [ˈvoləsʲtʲ]; en ucraïnès: во́лость, transcrit: vólost) era una subdivisió administrativa tradicional del Rus' de Kíiv, Moscòvia i l'imperi Rus (Europa Oriental).
En la història antiga dels eslaus orientals, el vólost era el nom del territori governat pel kniaz, un principat, tant com a governant absolut o amb un grau relatiu d'autonomia respecte al Veliki Kniaz del Rus' de Kíiv. Des del segle xiv, el vólost era una unitat administrativa del Gran Ducat de Lituània, Polònia, Moscòvia i terres de les actuals Letònia i Ucraïna. Des del volst del segle XVI formaven part dels districtes provincials, que eren anomenats uiezd a Moscòvia i en el posterior Imperi Rus. Cada uiezd tenia diferents 'vólosts que estaven subordinats a la ciutat centre de l'uiezd.
Després de l'abolició de la servitud russa el 1861, el vólost es va convertir en una unitat d'autogovern local dels camperols. Diversos mir s'unien per formar un vólost, que tenia una assemblea de delegats elegits dels mir. Aquests triaven un starxinà i una cort de justícia (vólostni sud). L'autogovern dels mir i dels vólosts estava controlat per l'autoritat dels comissaris policials (Stanovoi) i pel poder de supervisió general que conferia als anomenats "Comitès de districte per als assumptes dels camperols".
Els vólosts van ser abolits per la reforma administrativa de la Unió Soviètica de 1923 - 1929. Els raions es podrien considerar l'equivalent modern dels vólosts i els uiezd.
A la Rússia moderna, la subdivisió en vólost és usada en la República de Carèlia, on aquesta divisió té el mateix estatus que els raions, i a les óblasti de Leningrad, Pskov, Tula i a la de Samara, on els vólost són considerats subdivisions dels raions i tenen el mateix estatus que els selsoviet en altres subjectes federals de Rússia.

## Administració
Els vólost eren governats per la vólostnoye pravlenie (волостное правление), l'administració del vólost, que consistia en el cap de vólost electe (vólostnoi starxinà), els caps dels pobles (starosta) i altres funcionaris elegits per l'assemblea del vólost (волостной сход, vólostnoi sjod).
El tribunal de justícia del vólost, elegit per l'assemblea del vólost, podia jutjar petits casos civils i criminals. Podia sentenciar càstig físic, multa o empresonaments breus.